# Anna Bogomazova
Anna Bogomazova (Voronež, 7 aprile 1990) è una kickboxer russa.
Per due anni ha intrapreso la carriera di wrestler ed è stata sotto contratto con la WWE e ha militato nel roster di NXT con il ring name di Anya.

## Primi anni
Anna è nata il 7 aprile 1990 a Voronež, Russia. All'età di 5 anni praticò la ginnastica ritmica, che studiò per sette anni. I suoi genitori insistettero sul fatto che doveva lasciare, per la sua altezza. Dal 2003 al 2004, Anna giocò a tennis e a 14 anni, praticò kickboxing. Il suo stile consisteva il kickboxing e il teakwondo.
Si è laureata presso l'Istituto Cooperativo di Voronezh e il Voronezh State University con le qualifiche di avvocato e traduttore nel campo delle comunicazioni professionali.

## Carriera nelle arti marziali

### Kickboxing
Anna ha iniziato la sua carriera nel Kickboxing competitivo nel 2004, con Aleksei Dedov come suo allenatore. Si è classificata al secondo posto nel Kickboxing World Championship nel 2006 e nel 2008. Si è inoltre, classificata al primo posto nel Kickboxing Russian Championship nel 2008 e nel Kickboxing World Cup nel 2011.
Dal novembre 2010, si è allenata negli Stati Uniti.

## Carriera nel wrestling

### WWE

#### NXT (2012-2013)
Nell'agosto 2012, Anna Bogomazova firma un contratto con la WWE e viene mandata nel settore di sviluppo di NXT. Il 24 ottobre, Anya fa il suo debutto in un house show di NXT perdendo contro Audrey Marie.
Il 17 maggio 2013 viene licenziata dalla WWE.

## Nel wrestling

### Mosse finali
- Anya Bomb (Full Nelson Bomb)

### Soprannomi
- "The Russian Bruiser"